# Martian Piloted Complex
Martian Piloted Complex (ロシア語: марсианского пилотируемого комплекса)は、ソビエト連邦の有人火星探査機の計画である。

## 概要
ホーマン遷移軌道を飛行して火星軌道に入り、着陸船が着陸後1年間以上滞在して地球に帰還する予定だった。初期の見積もりでは総重量は1630トンで再突入船はわずか15トンで30ヶ月で地球に帰還する計画だった。計画されたN-1ロケットの重量は75から85トンで20から25機のN-1を使用する予定だった。